# Siamo morti insieme
Siamo morti insieme è un singolo del rapper italiano Coez, pubblicato il 21 giugno 2013 come quarto estratto dall'album Non erano fiori.

## Video musicale
L'11 giugno 2013 è stato pubblicato su YouTube il video ufficiale del brano, con la regia di Federico Fred Cangianiello.

## Tracce
Testi di Coez, musiche di Coez, Stefano Ceri e Riccardo Sinigallia.
1. Siamo morti insieme – 2:59